# كيكوغي

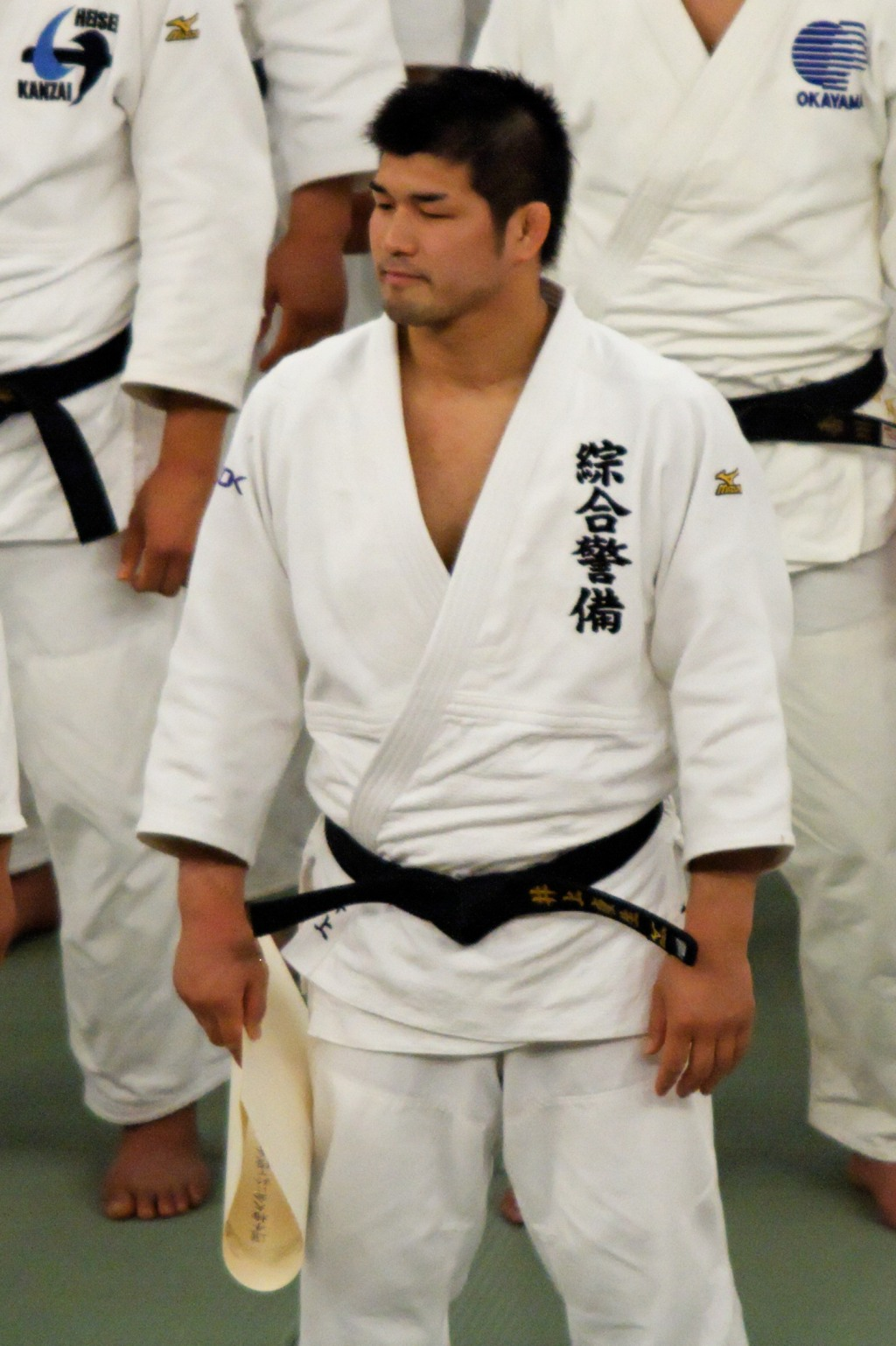
لاعب إحدى الرياضات القتالية وهو يرتدي كيكوغي أبيض.

كيكوغي (باليابانية: 稽古着) ‏ (Keikogi) هو الزي الذي يلبسه رياضيو الألعاب القتالية يابانية الأصل، والتي تسمى بودو. يتألف الاسم من مقطعين كيكو بمعنى تمرين، وغي بمعنى زي أو لباس، بالتالي فالاسم كيكوغي يعني ببساطة زي التدريب.
ينسب إلى جيغورو كانو مؤسس رياضة الجودو أنه كان ممن طوّر الكيكوغي في أواخر القرن التاسع عشر؛ ويوجد في مقر كودوكان صورة تعود إلى حواليي سنة 1920 يظهر فيها كانو مرتدياً كيكوغي شبيه بالزي المعاصر.

## اقرأ أيضاً
- فنون قتالية